# Vietocerus
Vietocerus is een geslacht van kevers uit de familie bladkevers (Chrysomelidae).
De wetenschappelijke naam van het geslacht werd in 2003 gepubliceerd door Lopatin.

## Soorten
- Vietocerus kabakovi Lopatin, 2003
- Vietocerus mirandus Lopatin, 2003